# Waynesburg
Waynesburg település az Amerikai Egyesült Államok Pennsylvania államában, Greene megyében, melynek megyeszékhelye is. Lakosainak száma 4006 fő (2020. április 1.).

## Népesség
A település népességének változása:

| 2010 | 4 176 |
| 2020 | 4 006 |